# De vita beata
De vita beata ist eine Schrift im Umfang eines antiken Buches aus den Dialogen des römischen Philosophen und Staatsmannes Seneca, die sich mit Reichtum und dem rechten Umgang damit beschäftigt.

## Inhalt und Überlieferung
Als ad Gallionem de vita beata (deutsch „An  Gallio über das glückliche Leben“) ist das siebte Buch aus Senecas Dialogi bekannt. Dieser Titel, der später von Quintilian erwähnt wurde, steht in Spannung zum Ursprung der Sammlung, da Seneca seine kurzen briefartigen Schriften als sermones (deutsch „Gespräche“) bezeichnet. In dieser Schrift, die wohl Anfang des Jahres 58 oder ein wenig früher verfasst worden ist, legt Seneca seinem Bruder Gallio und dem Leser die stoische Ansicht in Bezug auf Vermögen, Reichtum und den rechten Umgang damit nahe. Das Ende der Schrift ist verloren; das Überlieferte stammt aus dem Codex Ambrosianus, einem Mailänder Codex aus dem 11. Jahrhundert, und den Abschriften, denen dieser Codex als Archetyp dient.
Die Überschrift de vita beata ist wohl von Seneca selbst gewählt worden. Es geht vornehmlich um den rechten Umgang mit Reichtum und die Darlegung einer tugendhaften Lebensführung, mit deren Hilfe man erst zu Glück im Leben gelangt. Die Tugend sei der Weg zur Glückseligkeit.

## Text

### Gliederung
Die Schrift umfasst insgesamt 28 erhaltene Kapitel. Der Inhalt lässt sich im Groben wie folgt gliedern:
- 1–16: die „vita beata“
  - 1–6: Absteckung des Themas und Definitionen
  - 6–16: Verteidigung der stoischen Schule und Abgrenzung zu anderen Positionen (v. a. Kepos)
- 17–28: Rechtfertigung des eigenen Lebensstils
  - 17–20: im Allgemeinen
  - 21–28: in Bezug auf den eigenen Reichtum

### Deutung
Die ersten 16 Kapitel sind also eine Umschau auf das Thema, wobei sich Seneca klar auf die Seite der Stoa schlägt. Besonders im Brennpunkt steht als Gegenpunkt der Kepos Epikurs, wobei darauf aufmerksam gemacht wird, dass viele diese Lehre als Vorwand nutzen, um sich der Hemmungslosigkeit hinzugeben. Das Ergebnis ist, dass wahre Glückseligkeit nur in der Tugend zu finden ist: Ergo in virtute posita est vera felicitas.
Bei Interpreten führte vor allem der zweite Abschnitt ab Kapitel 17 zu der Vermutung, Seneca habe diese Schrift als Apologie verfasst, da er lange Zeit als Erzieher Neros Lenker und Mitbestimmer des römischen Weltreichs war und somit einer der reichsten Männer der Welt. Als solcher lebe er nicht nach den Vorsätzen, die er selbst aufgestellt habe. Unter anderem machte ihm der Konsul Publius Suillius Rufus diesen Vorwurf, den Seneca vor Gericht stellen ließ und der die Gerichtsverhandlung gegen sich nutzen wollte, um Seneca selbst an den Pranger zu stellen. In diesen Kapiteln wäscht sich Seneca von allen Vorwürfen zwar bewusst nicht völlig rein, er entkräftet aber die Argumente seiner Gegner dadurch, dass er angibt, noch nicht das zu leben, was er schreibt, sondern, dass das, was er schreibt, ein Idealbild ist, dem er sich annähern, das er aber nie erreichen könne. Allerdings macht allein die Bemühung um Erfüllung dieses Topos ihn zu einem besseren Menschen, als seine Schmäher es sind. Anhand der Tatsache, dass Seneca darauf pocht, dass allein schon die Bemühung, die dogmatisch-unerfüllbare Zielsetzung der Stoa zu erfüllen, einen vir bonus auszeichne, zeigt schon darauf, dass Seneca als Moralist und Ethiker die starre Auffassung der Philosophenschule aus praktischen Gründen aufweicht, weil sie im wahren Leben praktisch nicht umzusetzen sind.

### Kritik an der Argumentationsweise
Senecas Aussagen müssen, wie man ab Kapitel 17 beobachten kann, sehr mit Vorsicht genossen werden. Denn im Prinzip antwortet er auf die Vorwürfe, die in ihrer Natur vornehmlich ad hominem und tu quoque sind, auf gleiche Art, indem er selbst die Argumentation der Angreifer verwendet. Zuvor hat er die Schwächen der Aussagen seiner Schmäher aufgezeigt. Somit entwertet er letztlich seine eigene Position und verwendet zwar äußerlich das Idealmaß der stoischen Schule zum Umgang mit Reichtum, aber letztendlich verteidigt er sich mithilfe des Maßes, das diejenigen benutzen, um ihren hemmungslosen und somit nach Seneca untugendlichen Lebensstil zu rechtfertigen. Dieses Maß ist eines, das sich nach den Mitmenschen richtet anstelle der Tugend. Zuvor hatte Seneca selbst diese Argumentation verworfen, im Fortgang der eigenen Rechtfertigung aber wird sie in versteckter Doppelmoral zur stärksten Waffe. Um diese Sicht einzuschränken, greift er öfter darauf zurück, klarzustellen, dass er sich immerhin bemüht, die Ansprüche der Tugend zu erfüllen.
Mit dem Ziel der Überzeugung des Lesers setzt Seneca auf eine sentenziöse Sprache, die besonders eingängig wirkt. Seneca leitet den Leser auf einen festen Gedankenweg hin, ohne darauf zu verfallen, eine Gegenposition einnehmen zu können. Die Stellen, in denen Seneca andere sprechen lässt, vermitteln keine Gegenpunkte, sondern sind immer Ausgangslage für die Billigung eigenen Gedankengutes.
An dieser Stelle sollen exemplarisch ein paar Sentenzen aus der Schrift gegriffen werden, die den zerhackten, gnomischen Stil Senecas unterstreichen.
- Foris nitent, introrsus misera sunt. (2,4)

Außen glänzen sie, aber im Innern sind sie erbärmlich.
- Eo enim pertendit ubi desinat, et dum incipit spectat ad finem. (7,4)

Die Lust eilt nämlich dahin, wo sie aufhören wird, und während sie noch am Anfang steht, sieht sie schon dem Ende entgegen.
- Virtutes enim ibi esse debebunt ubi consensus atque unitas erit: dissident vitia. (8,6)

Die Tugenden müssen nämlich dort sein, wo Übereinstimmung und Einheit herrscht: die Laster dagegen leben in Zwietracht.
- Interrogas quid petam ex virtute? Ipsam. (9,4)

Du fragst mich, was ich in der Tugend suche? Gerade sie selbst suche ich.
- Unum me donavit omnibus, uni mihi omnis. (20,3)

Mich einzelnen hat sie (sc. die Natur) allen geschenkt und alle mir einzelnem.
- Apud me divitiae aliquem locum habent, apud te summum; ad postremum divitiae meae sunt, tu divitiarum es. (22,5)

Bei mir hat der Reichtum irgendeinen Stellenwert, bei dir dagegen den höchsten; und letzten Endes gehört mein Reichtum mir, du dagegen bist nur Teil deines Reichtums.

### Ausgaben
- Leighton Durham Reynolds (Rec.): Dialogorum libri duodecim L. Annaei Senecae (= Oxford classical texts). Clarendon Press, Oxford 1977, ISBN 0-19-814659-0.
- Pierre Grimal: L. Annaei Senecae De Vita Beata. = Sénèque. Sur le bonheur. In: Érasme. Collection de textes Latins commentés. Nr. 24, Presses Universitaires de France, Paris 1969, ZDB-ID 1104112-2.
- Fritz-Heiner Mutschler (Übers. u. Hrsg.): L. Annaeus Seneca. De vita beata. = Vom glücklichen Leben (= Reclams Universal-Bibliothek. Band 1849). Lateinisch/deutsch. Bibliografisch ergänzte Ausgabe. Reclam, Stuttgart 2005, ISBN 3-15-001849-8.
- L. Annaeus Seneca: Das glückliche Leben – De vita beata, Lateinisch – Deutsch, übersetzt und herausgegeben von Gerhard Fink, Albatros Verlag, Mannheim 2010, ISBN 978-3-538-07606-8.

### Sekundärliteratur
- Manfred Fuhrmann: Geschichte der römischen Literatur (= Reclams Universal-Bibliothek. Band 17.658). Reclam, Stuttgart 2005, ISBN 3-15-017658-1.
- Gabriele Kuen: Die Philosophie als „dux vitae“. Die Verknüpfung von Gehalt, Intention und Darstellungsweise im philosophischen Werk Senecas am Beispiel des Dialogs „De vita beata“. Einleitung, Wortkommentar und systematische Darstellung (= Wissenschaftliche Kommentare zu griechischen und lateinischen Schriftstellern). Winter, Heidelberg 1994, ISBN 3-8253-0250-4 (Zugleich: Dissertation, Universität, Erlangen/Nürnberg 1993).
- Valéry Laurand: De la vie heureuse. Sénèque (= Philo-textes). Ellipses, Paris 2005, ISBN 2-7298-2501-0.
- Winfried Trillitzsch: Senecas Beweisführung. In: Deutsche Akademie der Wissenschaften zu Berlin – Schriften der Sektion für Altertumswissenschaft. Nr. 37, Akademie-Verlag, Berlin 1962, ZDB-ID 504279-3.